# گوگه‌آباد
گوگه‌آباد (به انگلیسی: Goughabad) یک شهرک در پاکستان است که در پنجاب واقع شده‌است. گوگه‌آباد ۱۷۰ متر بالاتر از سطح دریا واقع شده‌است.